# Новая Улица (Севский район)
Новая Улица — поселок в Севском районе Брянской области в составе Новоямского сельского поселения.

## География
Находится в юго-восточной части Брянской области на расстоянии приблизительно 3 км на северо-восток по прямой от районного центра города Севск.

## История
Возник в середине XIX в. как хутор (первоначальное название – Маковнев, Маковлев; позднее Рождественский).
На карте 1941 года отмечен был как Рождественский с 72 дворами.

## Население
Численность населения: 85 человек в 1979 году, 24 человека (русские 100 %) в 2002 году, 14 в 2010.